# Kurt Halbritter
Kurt Halbritter (* 22. September 1924 in Frankfurt am Main; † 21. Mai 1978) war ein deutscher satirischer Zeichner und Karikaturist.

## Leben und Werk

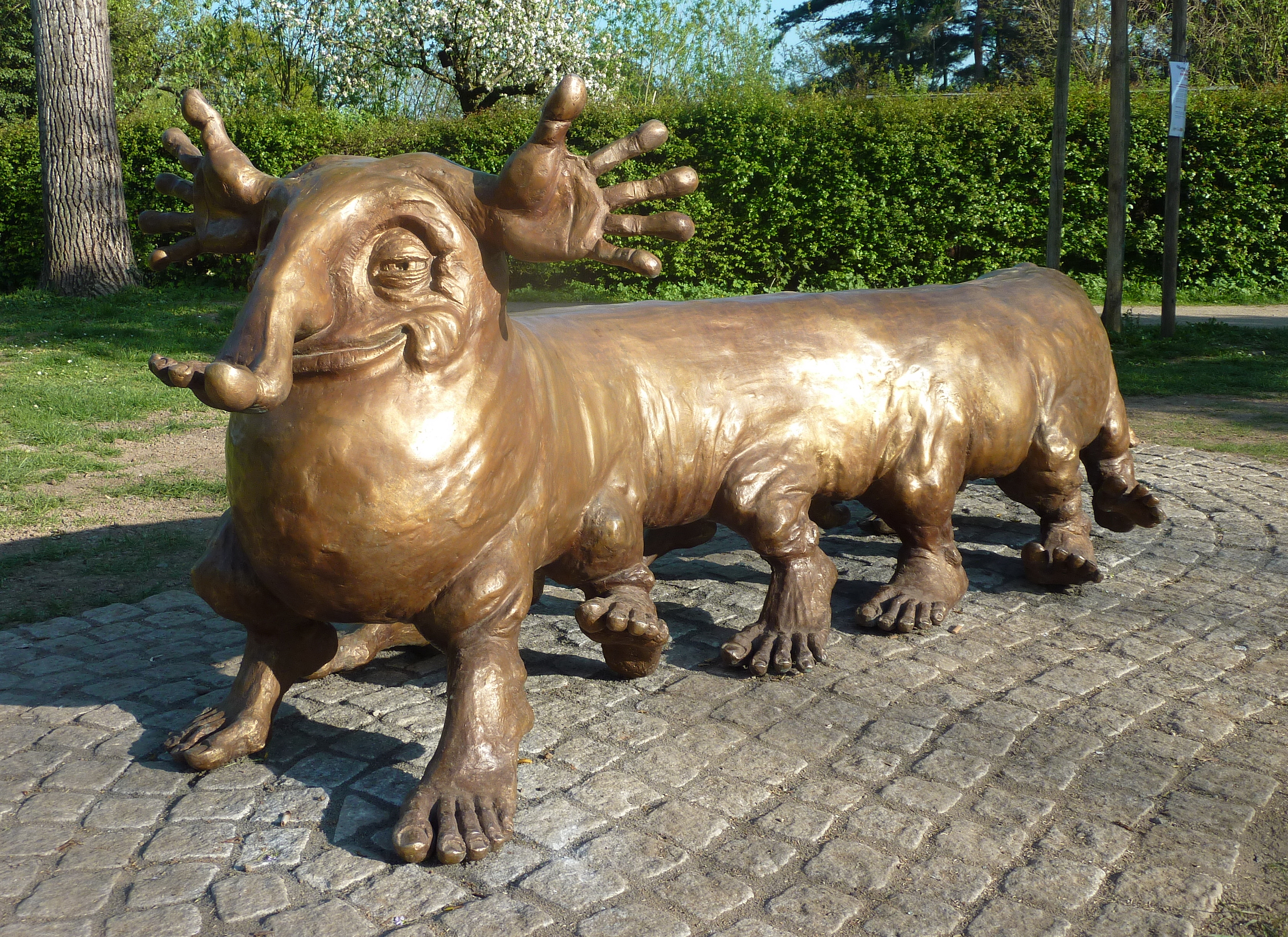
Der Barfüßer, nach einer Zeichnung von Halbritter gefertigte Skulptur in Frankfurt am Main

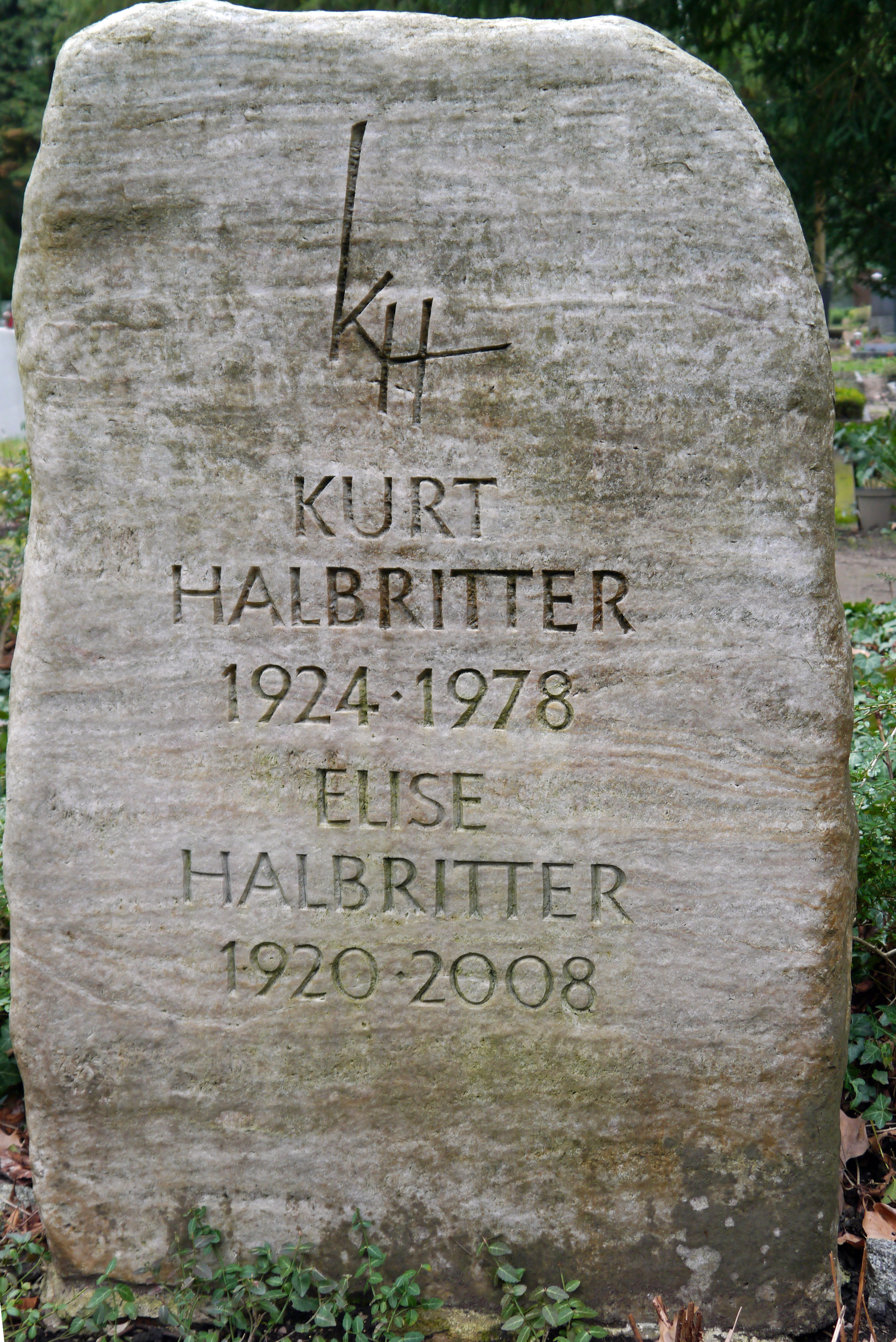
Grab von Kurt und Elise Halbritter auf dem Frankfurter Hauptfriedhof

Nachdem Halbritter eine Ausbildung als Chemigraf abgeschlossen hatte, besuchte er von 1948 bis 1952 die Werkkunstschule in Offenbach am Main, heute Hochschule für Gestaltung. Seit 1954 arbeitete er als Illustrator und Autor.
Bekanntheit erlangte er durch Karikaturen im Satiremagazin pardon (Halbritters Halbwelt) und in der Frankfurter Allgemeinen Zeitung. Halbritter erfand die Frankfurter Dialekt sprechenden („babbelnden“) Werbefiguren Schorsch und Schaa (hochdeutsch Georg und Jean) für die Binding-Brauerei.

## Auszeichnungen, Ehrungen
- 1968 bekam Halbritter für drei Pardon-Beiträge einen Preis der Zille-Stiftung.
- 1970 wurde ihm der Joseph-E.-Drexel-Preis zugesprochen.
- 2014: Umfangreiche Ausstellung im Caricatura Museum für Komische Kunst in Frankfurt am Main, Haus der Neuen Frankfurter Schule, die Halbritter mitprägte.[1][2]
- 2016: Im Frankfurter Stadtteil Rödelheim, wo Halbritter lange Zeit lebte, wurde eine Grünanlage nach ihm benannt, die Kurt-Halbritter-Anlage. Dort steht seitdem die Bronzeskulptur Der Barfüßer, angefertigt vom Bildhauer Siegfried Böttcher nach einer Zeichnung Halbritters aus dem Jahr 1975. Die Skulptur ist Teil der Reihe Komische Kunst im Frankfurter Grüngürtel.[3][4]

## Werke
- Disziplin ist alles (1954, 1960),  mit einem Vorwort von Werner Finck. Verlag Bärmeier und Nikel.
- Johannes – Ein Schmunzelbuch (1958). Bärmeier und Nikel.
- The Murder-Brothers (1960). Bärmeier und Nikel.
- Liebe, Klatsch und Weltgeschichte (mit Hermann Mostar, 1966). Henry Goverts Verlag Stuttgart.
- Wer abschreibt, kriegt ’ne 5 (mit Hermann Schiefer, 1967). Bärmeier und Nikel; rororo TB, 1972, ISBN 3-499-11526-3.
- Adolf Hitlers Mein Kampf (1968). Carl Hanser Verlag, 4. Auflage 1998, ISBN 3-446-15063-3.
  - Neuausgabe: Vitolibro, Bad Malente 2014, ISBN 978-3-86940-110-2.
- Knigge verkehrt (mit Kurt Sigel, 1970). Bärmeier und Nikel.
- Die Kunst, Lehrer zu ärgern (mit Hermann Schiefer). Bärmeier und Nikel; rororo TB, 1972, ISBN 3-499-11472-0.
- Halbritters Tier- und Pflanzenwelt (1975). Goldmann Verlag, ISBN 3-442-08630-2.
  - Neuausgabe: Vitolibro, Bad Malente 2014, ISBN 978-3-86940-111-9.
- Jeder hat das Recht (1976),  Hanser, ISBN 3-446-12182-X.
- Halbritters Waffenarsenal (1977).  Hanser, 3. Aufl. 1985, ISBN 3-446-12424-1
- Gesellschaftsspiele (1978).  Hanser, ISBN 3-446-12613-9.
- Halbritters Buch der Entdeckungen (1980). Aus dem Nachlass herausgegeben von Robert Gernhardt. Hanser, ISBN 3-446-13115-9.